# Moras (general de Teia)
Moras (em grego: Μόρας) foi um oficial gótico do século VI, ativo durante o reinado do rei Teia (r. 552–553). É mencionado em 552, quando comandou as tropas estacionadas em Acerúncia. Como Ragnaris em Tarento, abriu negociações com Pacúrio com a intenção de se render aos romanos e entrar em serviço imperial. Apesar disso, parece, como Ragnaris, que mudou de ideia após a ascensão de Teia, pois Acerúncia permaneceu nas mãos dos godos.